# Malni
Malni este o localitate din comuna Bloke, Slovenia, cu o populație de 7 locuitori.